# Conferencia de Mujeres por la Raza
La Conferencia de Mujeres por la Raza (o la Conferencia Nacional Chicana) se llevó a cabo en Houston, Texas entre el 28 y el 30 de mayo de 1971. La conferencia marcó la primera vez que feministas mexicoamericanas se reunieron dentro de todo el país para discutir temas importantes para el feminismo y las mujeres chicanas. Fue considerada la primera conferencia de este tipo por Corpus Christi Caller-Times.

## Sobre la conferencia
La conferencia tuvo lugar entre el 28 y el 30 de mayo de 1971 y se llevó a cabo en Magnolia Park YWCA en Houston. Se llevó a cabo como parte del Decenio Internacional para la Mujer. Las mujeres chicanas enfrentaron tres tipos diferentes de discriminación: racismo, clasismo y sexismo. La conferencia estaba destinada a abordar estos temas. Antes de esta conferencia nacional, los grupos regionales se habían reunido para comenzar a planificar el evento más grande. La organizadora principal fue Elma Barrera. Otros organizadores importantes incluyeron a Yolanda Garza Birdwell y Gloria Guardiola. Las mujeres anglosajonas que trabajaban en la YWCA también ayudaron a planificar y organizar el evento. Durante la planificación, hubo una falta de comunicación sobre los lugares donde quedarse para la conferencia y muchas mujeres de fuera de Houston no tenían dónde quedarse.
Hubo más de seiscientos participantes chicanas en la conferencia. Las personas que asistieron a la conferencia incluyeron miembros de la comunidad local, activistas, organizadores comunitarios, estudiantes, varios profesionales y monjas. Sin embargo, alrededor del 80 por ciento de las mujeres tenían entre 18 y 23 años y eran estudiantes universitarias. Las organizaciones que asistieron a la conferencia incluyeron el Partido La Raza Unida, los sindicatos, la Organización Juvenil Mexicano-Americana (MAYO) y Las Hermanas.
El primer día de la conferencia, varios talleres abordaron temas de género, liberación sexual, planificación familiar y formas en que las mujeres han sido oprimidas dentro de la comunidad chicana. El primer taller abordó el tema del sexo, el segundo taller abordó el tema de la educación, el tercer taller abordó el tema del matrimonio y el cuarto taller abordó el tema de la religión. En el segundo día, se discutieron temas relacionados con cómo las mujeres chicanas encajan en un marco más amplio de liberación de la mujer.
Hubo una huelga el tercer día de la conferencia. Aproximadamente la mitad de los asistentes a la conferencia se fueron porque sintieron que la asamblea debería centrarse en el racismo en lugar del sexismo. El grupo estaba enojado porque la conferencia se estaba llevando a cabo en una institución "gringa". La huelga comenzó mientras Bertha Hernández hablaba en la Asamblea General del tercer día Los que se retiraron continuaron con su propia conferencia en un parque cercano, donde crearon sus propias resoluciones. Algunos de los talleres del tercer día fueron cancelados debido a la huelga. Algunas de las mujeres que asistieron a la conferencia "sintieron que hablar sobre la agenda de las mujeres dividía al movimiento, mientras que a otras les molestaba la presencia de mujeres blancas en la conferencia". La huelga demostró "cómo el feminismo chicano fluía tanto a nivel nacional como regional en las primeras etapas del Movimiento Chicano/a". Las mujeres que convocaron a la huelga sostuvieron "que las chicanas no tenían por qué celebrar la conferencia en la YWCA porque estaba dirigida por gavachas". Muchas de las mujeres que asistieron a la conferencia "no participaron en la planificación de la conferencia porque las mujeres que la dirigían no querían sugerencias ni críticas de nadie". Además, a muchas de las mujeres no les gustaban los talleres porque "no se estaba logrando nada y la mayoría se estaba saliendo de los temas". Anna NietoGomez clasificó la huelga como "un conflicto entre las feministas chicanas y los leales".
Los asistentes a la conferencia tenían dos conjuntos de resoluciones para revisar debido a la división. Se pretendía que todos los asistentes revisaran estos antes de la segunda Conferencia de Mujeres por La Raza. Luego, las comunidades individuales podrían comentar y se votarían las resoluciones en la próxima conferencia en 1972.

## Legado
La conferencia planteó el tema del feminismo dentro de la comunidad chicana. Condujo a la creación de resoluciones de dos de los talleres más grandes, "Sexo y las Chicanas" y "Matrimonio al estilo Chicano" que abordaron los derechos de las mujeres, el acceso al control de la natalidad y los abortos y para que las mujeres chicanas denunciaran el machismo y la discriminación en la educación, el doble estándar para hombres y mujeres y "la ideología represiva de la Iglesia Católica". La conferencia "señaló el crecimiento de un movimiento político nacional y un proyecto político potencial del feminismo chicana". También se crearon resoluciones sobre la importancia de las guarderías. La Conferencia sirvió como "un mapa de fracturas, tensiones y los diversos centros de gravedad en el surgimiento de un proyecto político del feminismo chicano". La Conferencia fue el desarrollo de un grupo fuerte de chicanas que estaban "brindando liderazgo a sus hermanas".
Después de la conferencia, el número de artículos publicados sobre temas chicanas aumentó significativamente.
La Colección Lucy R. Moreno de la Universidad de Texas en Austin contiene materiales y recortes de la conferencia.